# Marianne (2011)
Marianne är en svensk drama- och skräckfilm från 2011, skriven och regisserad av Filip Tegstedt. Filmen var Tegstedts debut som regissör och i rollerna ses bland andra Thomas Hedengran, Tintin Anderzon och Peter Stormare.

## Handling
Kristers fru Eva omkommer i en bilolycka och han står ensam med den 18-åriga dottern Sandra, som hatar honom, och den sex månader gamla Linnéa. Krister plågas av mardrömmar om det som hände samma natt Eva dog. Han har också skuldkänslor för den smärta han har orsakat Sandra under hennes uppväxt. En kvinna i grönt kommer in i hans drömmar och är ute efter att hämnas.

## Rollista
- Thomas Hedengran – Krister
- Peter Stormare – Sven
- Tintin Anderzon – Eva
- Sandra Larsson – Sandra
- Dylan M. Johansson – Stiff
- Viktoria Sätter – Marianne
- Helena Löwenmark – Maran
- Gudrun Mickelsson – Birgitta
- Patrik Andersson – Gotharen
- Maria Bergsten – Ankan
- Peter Boija – Peter
- Jonathan Bonin – polisen Mattsson
- Stella Edling – Linnéa
- Kerstin Hansson – läkaren
- Tim Netzler – Olle
- Linus Persson – Mange
- Saga Viljeståhl – Sandra som tioåring

## Om filmen
Marianne producerades av Tegstedt och Alexandra Malmqvist för Jämtfilm AB. Den spelades in i Östersund med Johan Malmsten och klipptes sedan samman av Jonas Samuelsson och Anton Silver. Musiken komponerades av Mikael Junehag. Filmen hade en budget på 1 000 000 svenska kronor. Filmen premiärvisades den 2 augusti 2011 på Fantasia International Film Festival i Montréal, Kanada. Den hade svensk biopremiär den 28 oktober 2011 på Bio Regina i Östersund. Den gavs ut på DVD den 11 april 2012 och visades i Sveriges Televisions kanal SVT2 den 5 juni 2012.

## Mottagande
Filmen har medelbetyget 2,5/5 på Kritiker.se, baserat på fem svenska recensioner.

## Priser och utmärkelser
Filmen nominerades till publikpriset vid Oldenburg Film Festival 2011, Grand Prize of European Fantasy vid Leeds International Film Festival 2011 samt till Grand Jury Award för bästa internationella independentfilm vid Edmonton International Film Festival 2011.